# Afrocrania assimilis
Afrocrania assimilis es un coleóptero de la familia Chrysomelidae. Fue descrita científicamente por primera vez en 1903 por Weise.